# Gorka Carnevali
Gorka Carnevali (n. c. 1970) es un dirigente vecinal venezolano del municipio El Hatillo, en Caracas. Ha sido el director de Foro Hatillano y el coordinador político-electoral de Caracas Ciudad Plural. El 21 de mayo de 2025, cuatro días antes de las elecciones regionales y parlamentarias en Venezuela, Carnevali fue arrestado por fuerzas de seguridad. Organizaciones como el Comité por la Libertad de los Presos Políticos y el Comité de Derechos Humanos de Vente Venezuela denunciaron su detención.

## Trayectoria
Gorka Carnevali ha sido miembro de Foro Hatillano y de Caracas Ciudad Plural, donde posteriormente ha sido su director y su coordinador político-electoral, respectivamente. Fue miembro de la Comisión Nacional de la Primaria para las elecciones primarias de la Plataforma Unitaria de 2023 de la oposición en el estado Miranda. Sin embargo, a unos días de las primarias, renunció de la comisión y expresó que, desde su experiencia: «infiero que no existen condiciones adecuadas que garanticen el mejor desempeño de este proceso en Miranda». También ha sido locutor de la Universidad Central de Venezuela (UCV).

## Detención
El 21 de mayo de 2025, cuatro días antes de las elecciones regionales y parlamentarias en Venezuela, Carnevali fue arrestado por fuerzas de seguridad. Organizaciones como el Comité por la Libertad de los Presos Políticos y el Comité de Derechos Humanos del partido Vente Venezuela denunciaron su detención. El ex precandidato presidencial Andrés Caleca se unió al rechazo a la detención. Amnistía Internacional también denunció la ola de arrestos previa a las elecciones, incluyendo la de Gorka Carnevali, declarando: «Recordamos que los crímenes de lesa humanidad no prescriben».